# Камини
Камини (итал. Camini) — коммуна в Италии, располагается в регионе Калабрия, подчиняется административному центру Реджо-Калабрия.
Население составляет 735 человек, плотность населения составляет 43 чел./км². Занимает площадь 17 км². Почтовый индекс — 89040. Телефонный код — 0964.
Покровительницей коммуны почитается святитель Николай Мирликийский, чудотворец, празднование в первое воскресение мая, в первое воскресение августа, 6 декабря.